# 咱們也算是歌手
《咱們也算是歌手》（：／；又譯：我也算歌手），是MBC綜藝節目《無限挑戰》節目組在2011年製作的年末特輯。此特輯是仿作同屬MBC的《日晚－我是歌手》歌唱節目，主持人為鄭在炯。
本特輯片段於2011年12月24日、31日及2012年1月7日在《無限挑戰》節目「咱們也算是歌手」（共3期）特輯中播出。

## 歌曲選擇
此特輯主題為「換唱彼此歌曲」。各成員以轉盤先選擇對應成員，再在其創作的歌曲中選擇，經改編後參與比賽。鄭埻夏原本抽到 Haha 的《要不死 要不交往》(2011年 西海岸高速公路歌謠祭)，但最後決定改編《矮個子小孩的故事》，因此作為代價，他在比賽中作為第一位歌手演出。

## 排名
| 排名 | 演唱者 | 歌曲名稱               | 原唱                                                     |
| 1    | 鄭埻夏 | 《傻大個老光棍的故事》 | Haha (2007年江邊北路歌謠祭) (舊名為《矮個子小孩的故事》) |
| 2    | 鄭亨敦 | 《幼雞白煮》           | 鄭埻夏 (2009年奧林匹克歌謠祭)                            |
| 3    | 朴明洙 | 《小丑》               | 吉 (Leessang專輯)                                        |
| 4    | 劉在錫 | 《中暑的海鷗》         | 盧弘喆 (2009年奧林匹克歌謠祭)                            |
| 5    | 吉     | 《桑巴的魅力》         | 劉在錫 (2007年江邊北路歌謠祭)                            |
| 6    | 盧弘喆 | 《愛情誓約》           | 鄭亨敦 (2009年千元極品男特輯)                            |
| 7    | Haha   | 《傻瓜獻給傻瓜》       | 朴明洙 (2008年發表的網絡單曲)                            |

## 發行專輯
本專輯只收錄《無限挑戰 咱們也算是歌手》的歌曲之現場演出版本。

### 曲目列表
| 曲序     | 曲目                   |                  | 作曲             | 演唱者                              | 时长  |
| -------- | ---------------------- | ---------------- | ---------------- | ----------------------------------- | ----- |
| 1.       | 傻大個老光棍的故事（） | 、、鄭埻夏       | 尹日尚           | 鄭埻夏                              | 3:38  |
| 2.       | 愛情誓約（）           |                  |                  | 盧弘喆（feat. Dynamic Duo、Norazo） | 5:14  |
| 3.       | 桑巴的魅力（）         | 、               | 尹日尚           | 吉（feat. Gary、鄭仁）              | 2:38  |
| 4.       | 傻瓜獻給傻瓜（）       | 、Minuki         | Minuki           | Haha（feat. Skull）                 | 4:12  |
| 5.       | 幼雞白煮（）           | 尹鍾信           | 尹鍾信           | 鄭亨敦                              | 3:27  |
| 6.       | 中暑的海鷗（）         | No Brain、盧弘喆 | No Brain、盧弘喆 | 劉在錫（feat. 宋恩伊、金淑）        | 4:20  |
| 7.       | 小丑（）               | 、吉             | Gary             | 朴明洙（feat. 金範洙）              | 4:20  |
| 总时长： | 总时长：               | 总时长：         | 总时长：         | 总时长：                            | 29:20 |